# Carroll County (Kentucky)
Carroll County je okres ve státě Kentucky v USA. K roku 2010 zde žilo 10 155 obyvatel. Správním městem okresu je Carrollton. Celková rozloha okresu činí 356 km².